# STS–2
Az STS–2 volt a 2. amerikai űrrepülőgép-program és a Columbia űrrepülőgép 2. repülése. Az űrhajózás történetében először történt, hogy egy űrhajót – másik legénységgel – másodszor is a világűrbe juttassanak, valamint visszahozzanak a Földre.

## Küldetés
A repülés elsődleges célja a teljes rendszer világűrkörülmények között történő további tesztelése, illetve egy Föld-megfigyelési kísérletsorozat végrehajtása.

## Jellemzői

### Első nap
A tervezett időpontot (1981. október 9.) üzemanyag szivárgás észlelése miatt elhalasztották. A második indítási időpontnál (november 4.) is megállították a visszaszámlálást (nyomáseltérés az egyik energiaellátási egységben), illetve túl magas volt a nyomás a hidraulikus rendszerben. Az ellenőrzési, javítási munkák elvégzését követően 1981. november 12-én a szilárd hajtóanyagú gyorsítórakéták (SRB) segítségével Floridából, a Cape Canaveral (KSC) Kennedy Űrközpontból, a 39A jelű indítóállványról emelkedett a magasba. Az orbitális pályája 89 perces, 38,3 fokos hajlásszögű, elliptikus pálya perigeuma 222 kilométer, az apogeuma 231 kilométer volt. Felszálló tömeg indításkor 2 027 698 kilogramm, műveleti tömege a pályán 104 647 kilogramm, leszálló tömeg 92 652 kilogramm. Szállított hasznos teher felszálláskor/leszállásnál8517 kilogramm
Az STS–1 tesztje után módosított láng és hanghatás csökkentő rendszernek köszönhetően az indítás során már nem sérült komolyabban a hővédőpajzs. Egyetlen hővédő csempe sem esett le, de 12 darab megsérült. Repülést követően megszüntették a külső üzemanyagtartály (ET) fehérre festését, amivel 272 kilogramm súlycsökkentést értek el.
Miután Föld körüli pályára álltak, az űrhajósok kinyitották a raktérajtót, és megkezdték a  beépített rendszerek műszaki ellenőrzését, a számítógépek alkalmazhatóságát. Raktérben különböző mérőműszereket helyeztek el, amelyek a repülés során (indításkor, emelkedésnél, orbitális repülésnél, leszálláskor) fellépő erő- és hőhatásokat mérték. Az STS–1 útja során használt műszerekkel végezték a megismételt tesztrepülést. Kipróbálták a beépített kanadai Canadarm (RMS) manipulátor kart. Első típusa 50 méter kinyúlást biztosított (műholdak indítás/elfogása, külső munkák [kutatás, szerelések], hővédőpajzs külső ellenőrzése). 29 kísérletsorozatban újra kipróbálták a manőverező rendszer minden elemét.
STS–2 indítását követően első alkalommal észlelték a gyorsítórakéták O -gyűrűjének nyomásproblémáját. 1986-ban a 14. járat indításánál bekövetkezett Challenger űrrepülőgép tragédiája.

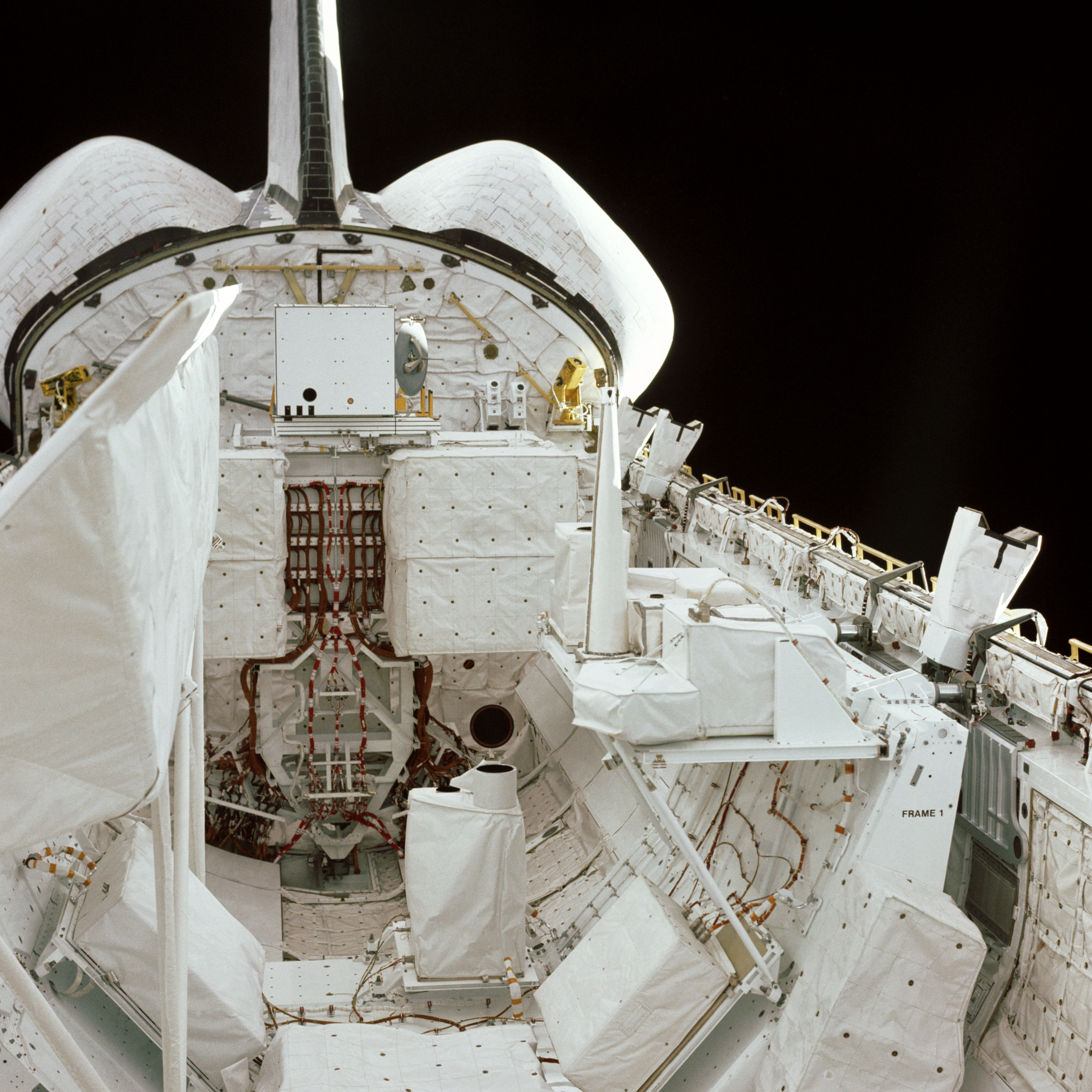
A Columbia rakterében látható az OSTA-1 Föld megfigyelő műszerrendszer

### Műszerek
1. Development Flight Instrumentation (DFI) – az űrsikló rendszereinek folyamatos ellenőrzésére (felszállás, orbitális mozgás, leszállás),
2. Aerodynamic Coefficient Identification Package (ACIP) – az űrsikló aerodinamikai tulajdonságait mérte a repülés ideje alatt,
3. Az OSTA-1 (Office of Space and Terrestrial Applications-1) öt beépített (modul rendszerű) műszerével Föld-megfigyelési kísérletsorozat végeztek.
4. Shuttle Radar Imaging ( SIR-A) – a Föld erőforrásait,  környezet minőségét, az óceán és az időjárás körülményeit vizsgálta,
5. Measurement of Air Pollution from Satellite (MAPS) – légszennyezés mérése,
6. Induced Environment Contamination Monitor (IECM) – környezetszennyezés mérése, fényképezése,
7. Orbiter Experiment Program (OEX) – az űrsikló aerodinamikai együtthatójának meghatározása,
8. Detailed Supplementary Objective DSO S133 – az űrsikló kiegészítő programjainak ellenőrzése,
9. DSO S134 – kozmikus sugárzás mérése,
10. DSO S142 – az űrhajósok mozgásszervi változásainak mérése,
11. HBT – biotechnológia kísérletek végzése,
12. Passive Optical Sample Assembly (POSA) – az űrsikló passzív adatainak mérése
13. Shuttle Multi-spectral Infrared Radiometer (MSMIRR) – multispektrális infravörös sugárzásmérő
14. Ocean Color Experiment (OCE) – óceánok tanulmányozása színképelemzéssel,
15. Features Identification and Location Experiment (FILE ) - tereptárgyak azonosítása, felismerése,
16. Night/Day Optical Survey of Lightning (NOSL) – éjszakai/nappali viharjelző eszköz,

## Személyzet
(zárójelben a repülések száma az STS–2-vel együtt)
- Joe Engle (1), parancsnok
- Richard Truly (1), pilóta

### Tartalékszemélyzet
- Thomas Mattingly (0), parancsnok
- Henry Hartsfield (0), pilóta

## Második nap
Egy energiatermelő berendezés (energia- és vízellátás) meghibásodása miatt az öt naposra tervezett küldetést 2 napra rövidítette.
1981. november 14-én Kaliforniában az Edwards légitámaszponton (AFB) szállt le. Összesen 2 napot, 6 órát, 13 percet és 12 másodpercet (2,26 napot) töltött a világűrben. 1 074 757 mérföldet (1 729 347 kilométer) repült, 37 alkalommal kerülte meg a Földet.
Egy különlegesen kialakított Boeing 747 tetején visszatért kiinduló bázisára.

## Külső hivatkozások

### Külföldi oldalak
- Nasa.gov – STS–2[halott link]